# Bellville (Ohio)
Pour les articles homonymes, voir Bellville.
Bellville est un village américain situé dans le comté de Richland, dans l'Ohio. Selon le recensement de 2010, sa population est de 1 918 habitants.